# ويليام تود (سياسي)
ويليام تود (بالإنجليزية: William Todd)‏ هو سياسي أمريكي، ولد في 1739، وتوفي في 10 أكتوبر 1810. انتخب عضو مجلس نواب بنسيلفانيا.